# Marco Sørensen

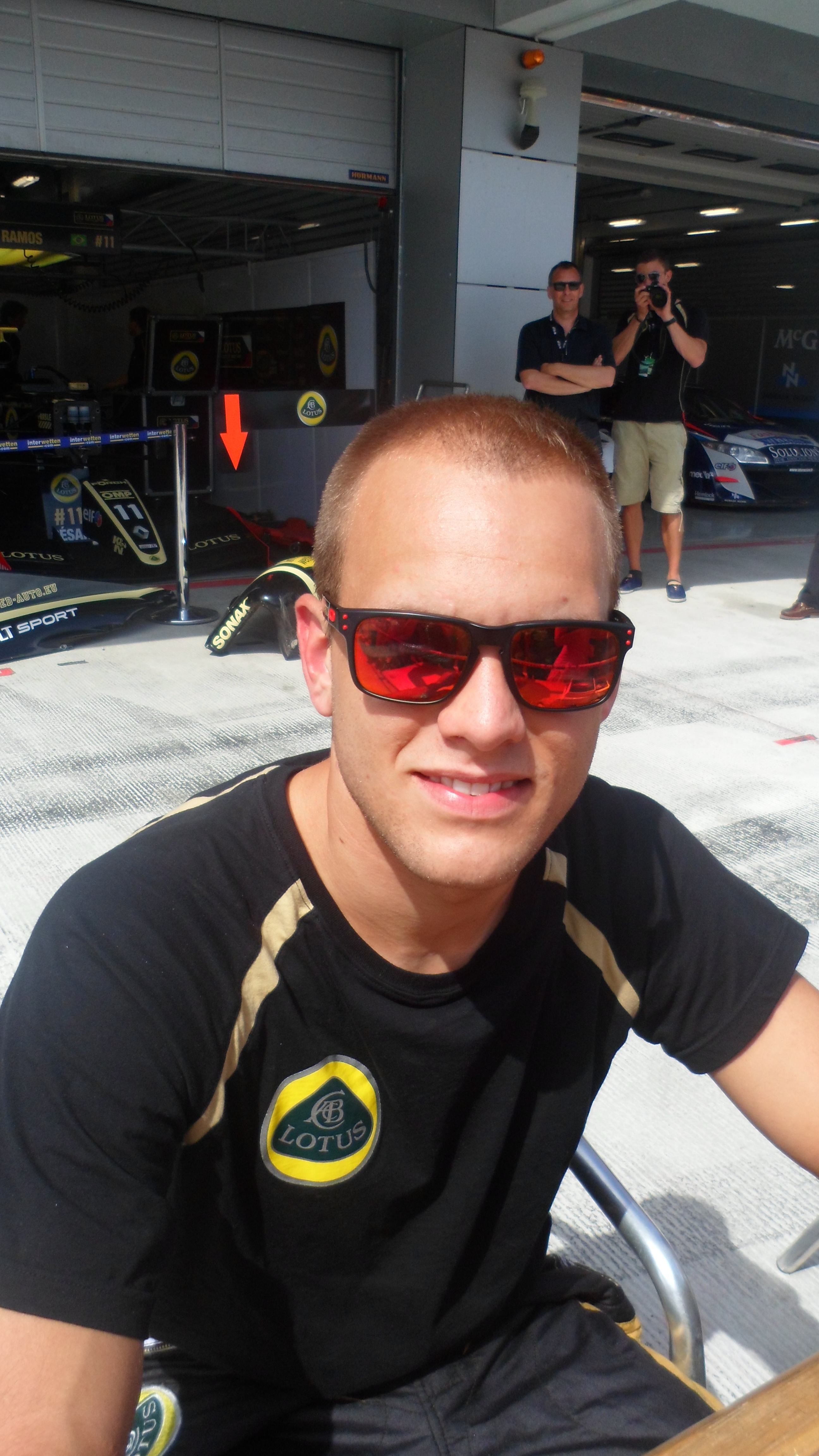
Marco Sørensen in 2012.

Marco L. Sørensen (Svenstrup, 6 september 1990) is een Deens autocoureur. Hij was in 2009 en tussen 2013 en 2015 onderdeel van het Lotus F1 Junior Team. In 2024 won hij de 24 uur van Spa-Francorchamps.

## Carrière
Sørensen maakte zijn debuut in het karting in 1994, maar deed niet mee aan echte races tot 1998. Hij begon in 2006 in het formuleracing in de Deense Formule Ford. In 2008 werd hij vierde in de ADAC Formel Masters, ondanks dat hij slechts aan de helft van de races deelnam.

### Formule Renault
Sørensen werd in 2009 opgenomen in het Renault Driver Development Programme van het Formule 1-team Renault F1, samen met Davide Valsecchi en Charles Pic. Hierdoor kon hij overstappen naar de Formule Renault 2.0 NEC en de Eurocup Formule Renault 2.0. Aan het eind van het jaar werd Sørensen niet opnieuw opgenomen in het programma voor 2010.

### Formule 3
In het midden van 2010 wist Sørensen een zitje te bemachtigen in het Duitse Formule 3-kampioenschap voor het team Brandl Motorsport. In 2011 bleef hij hier rijden en eindigde als tweede achter Richie Stanaway.

### Formule Renault 3.5 Series
Sørensen had geen plannen voor 2012, totdat Lotus hem een test aanbood in de Formule Renault 3.5 Series, waarin hij een goede indruk maakte en een racezitje bemachtigde naast Stanaway. In de eerste race op Spa-Francorchamps behaalde hij zijn eerste overwinning, nadat hij al vanaf leidende positie uitviel in de tweede race op het Motorland Aragón. Op Silverstone raakte hij een andere potentiële overwinning kwijt na een lekke band in de laatste ronde. Hij eindigde het seizoen uiteindelijk op de zesde plaats met 122 punten. Ook Nick Yelloly had 122 punten, maar Yelloly had twee overwinningen en Sørensen één, waardoor Yelloly als vijfde eindigde.
In 2013 keerde Sørensen terug in het Renault Driver Development Programme, dat inmiddels, net zoals het Formule 1-team, van naam was veranderd en nu Lotus F1 Junior Team heet. Hierdoor komt hij in 2013 opnieuw uit in de Formule Renault 3.5 Series voor Lotus, met als teamgenoot mede-Lotus F1 Junior Marlon Stöckinger. Afgezien van twee pole positions en twee overwinningen op de Red Bull Ring had het seizoen geen hoogtepunten en eindigde hij als zevende in het kampioenschap met 113 punten.
In 2014 stapt Sørensen over naar het team Tech 1 Racing in de Formule Renault 3.5 Series.

### GP2
Naast de Formule Renault 3.5 Series maakt Sørensen in 2014 tevens zijn debuut in de GP2 Series voor het team MP Motorsport vanaf het raceweekend op Silverstone. Hij vervangt hier de Cyprioot Tio Ellinas.

### Formule 1
Sørensen maakte in de herfst van 2013 zijn debuut in een Formule 1-auto op het Circuit Paul Ricard met een bolide van het Lotus F1 Team. In 2014 is hij ook de ontwikkelingscoureur van Lotus F1.